# شیمی خاک
شیمی خاک (به انگلیسی: Soil chemistry) دانش مطالعه خصوصیات شیمیایی خاک می‌باشد. شیمی خاک به وسیلهٔ ترکیبات معدنی، مواد آلی و عوامل محیطی تحت تأثیر قرار می‌گیرد.

## پیشینه
تا اواخر ۱۹۶۰، شیمی خاک در درجه اول بر روی واکنش‌های شیمیایی در خاک، که منجر به خاک‌سازی می‌شود یا که رشد گیاه را تحت تأثیر قرار دهد، متمرکز شده بود. از آن زمان به بعد، نگرانی‌ها در مورد آلودگی محیط زیست، آلودگی خاک آلی و معدنی، سلامت بالقوه زیست محیطی و خطرات بهداشت محیط افزایش یافته‌است. در نتیجه، تأکید در شیمی خاک از علوم خاک‌پژوهی و خاک کشاورزی به تأکید بر علوم خاک زیست محیطی منتقل شده‌است.

## شیمی خاک با نگرش زیست محیطی
دانش شیمی خاک زیست محیطی برای پیش‌بینی سرنوشت آلاینده‌ها همانند فرایندهایی که در ابتدا به خاک آزاد می‌شوند، مهم می‌باشد. هنگامی که یک ماده شیمیایی در  محیط زیست خاک قرار می‌گیرد. واکنش‌های شیمیایی بی‌شماری می‌تواند رخ دهد که ممکن است باعث افزایش یا کاهش سمیت آلاینده گردند. این واکنش‌ها عبارتند از: جذب سطحی - واجذب، ته‌نشینی، بسپارش، انحلال، کمپلکس و اکسایش-کاهش. این واکنش‌ها اغلب توسط دانشمندان و مهندسان دخیل در بازسازی محیط زیست نادیده گرفته شده‌است. درک این فرایندها ما را به پیش‌بینی بهتر سرنوشت و سمیت آلاینده‌ها و فراهم نمودن دانش برای توسعه علمی صحیح، و استراتژی‌های بازسازی مقرون به صرفه قادر می‌سازد.

## مفاهیم
ظرفیت تبادل کاتیونی و آنیونی
pH خاک
شکل گیری مواد معدنی و فرایندهای دگرگونی
کانی‌شناسی رس
واکنش‌های جذب و ته‌نشینی در خاک
واکنش‌های اکسایش-کاهش
شیمی مسائل خاک